# The Disreputable Mr. Raegen
The Disreputable Mr. Raegen è un cortometraggio muto del 1911. Non si conosce il nome del regista che non viene riportato nei credit del film, basato su un soggetto di Richard Harding Davis, uno dei più noti giornalisti dell'epoca.

## Produzione
Il film fu prodotto dall'Edison Company.

## Distribuzione
Distribuito dalla General Film Company, il film - un cortometraggio in una bobina - uscì nelle sale cinematografiche statunitensi il 24 marzo 1911.